# Теравекија
Теравекија (итал. Terravecchia) је насеље у Италији у округу Козенца, региону Калабрија.
Према процени из 2011. у насељу је живело 1019 становника. Насеље се налази на надморској висини од 447 м.

## Становништво
Према резултатима пописа становништва 2011. у општини је живело 1.019 становника.
| 1931. | 1936. | 1951. | 1961. | 1971. | 1981. | 1991. | 2001. | 2011. |
| ----- | ----- | ----- | ----- | ----- | ----- | ----- | ----- | ----- |
| 1.326 | 1.327 | 1.660 | 1.635 | 1.508 | 1.755 | 1.506 | 1.135 | 1.019 |